# Trirhabda virgata
Chrysomèle rayée de la verge d'or
Espèce
Trirhabda virgata, communément appelé la Chrysomèle rayée de la verge d'or (en anglais, Leaf beetle et Skeletonizing leaf beetle), est une espèce d'insectes coléoptères de la famille des Chrysomelidae largement répandue en Amérique du Nord, un petit insecte phytophage qui vit dans les champs, les prés et autres endroits ensoleillés. 

## Description
Trirhabda virgata mesure de 6 à 12 mm de long. Ses antennes excèdent les trois quarts du corps et comptent onze antennomères, le second étant plus court et le quatrième plus long. Sa tête est un peu conique, légèrement plus large que long, et elle est ornée de trois grandes taches noires dans la partie postérieure. Ses yeux sont noirs, de taille moyenne et quelque peu saillants. Son pronotum est plus large que la tête, déprimé dans sa partie centrale et orné de trois points noirs. Lorsque fermés, ses élytres ressemblent à une ogive plate, au limbe légèrement convexe. Ils sont ornés de trois bandes noires qui ne se touchent pas à la pointe apicale. Ses pattes sont jaunâtres, aux articulations sombres et ornées de fines bandes noires sur la face externe, particulièrement ses tibias.

## Alimentation
Sa larve est souterraine et se nourrit de racines et de radicelles, et parfois des feuilles. L'adulte s'alimente essentiellement des feuilles et tiges de nombreuses espèces de plantes, et également des fleurs et du pollen.

## Confusion
Elle se confond aisément avec quelques espèces, notamment :
- la Chrysomèle des conifères dont les bandes ornementales sont plus étroites ;
- Trirhabda canadensis, dont les trois bandes se touchent à l'apex ;
- Trirhabda adela, qui est une espèce moins commune au Sud du Québec.

## Galerie

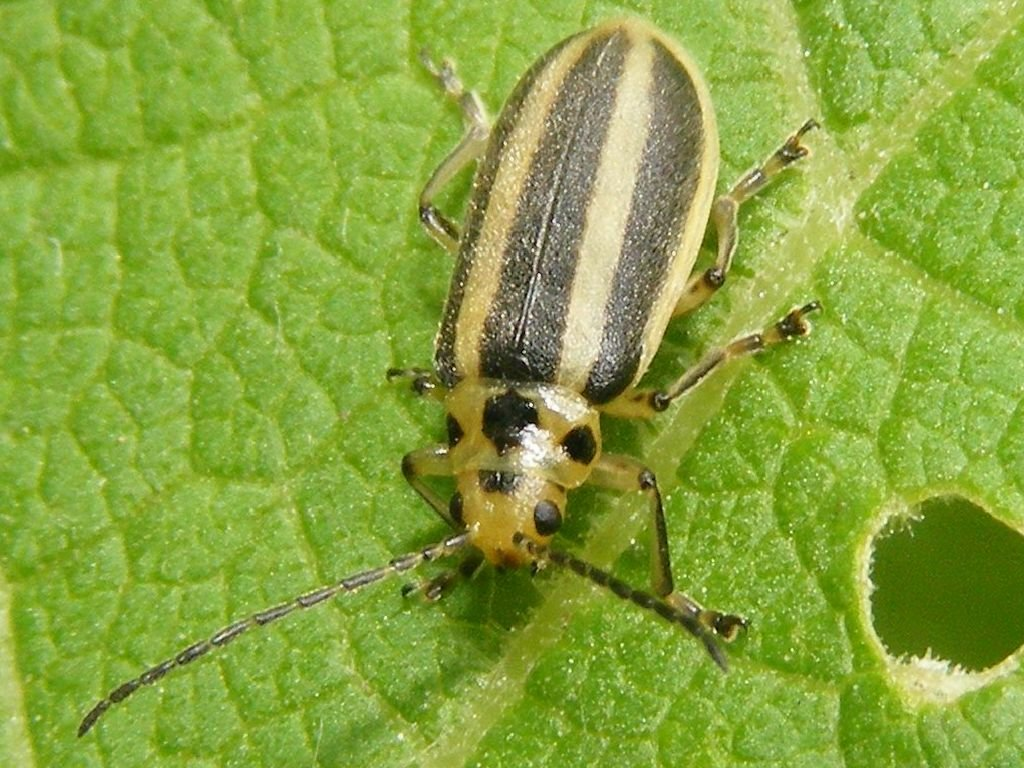
Image 1
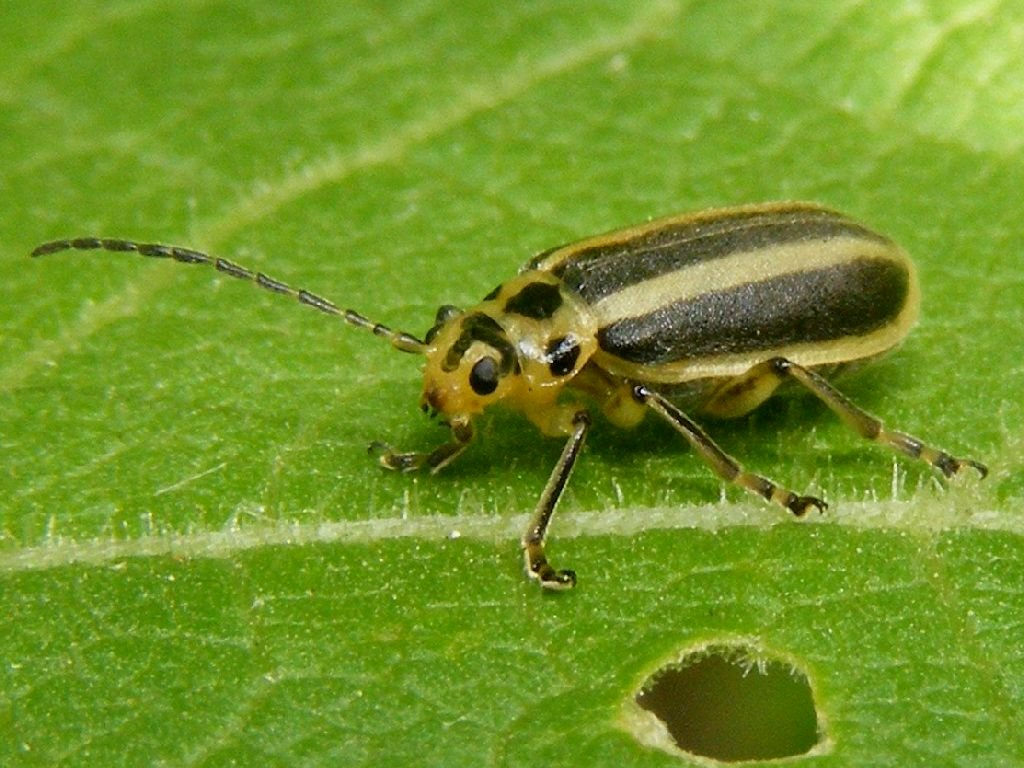
Image 2
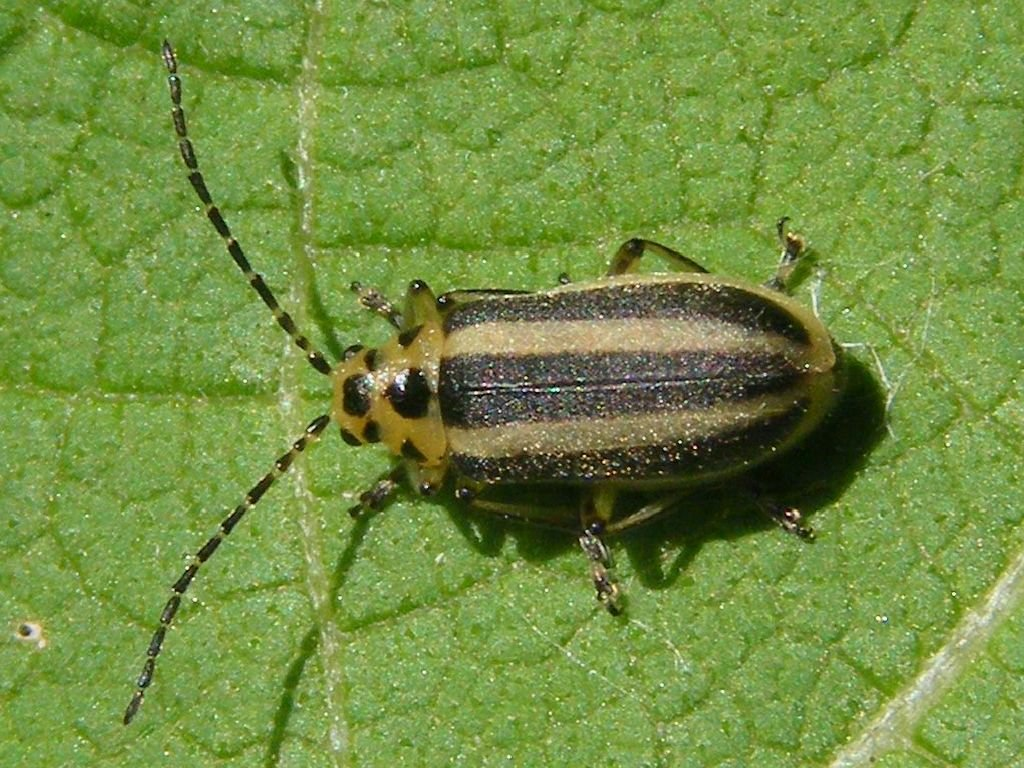
Image 3

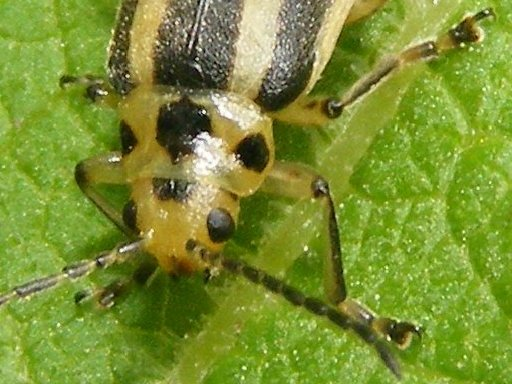
Image 4
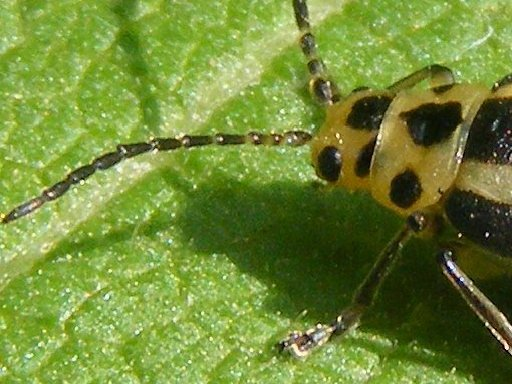
Image 5
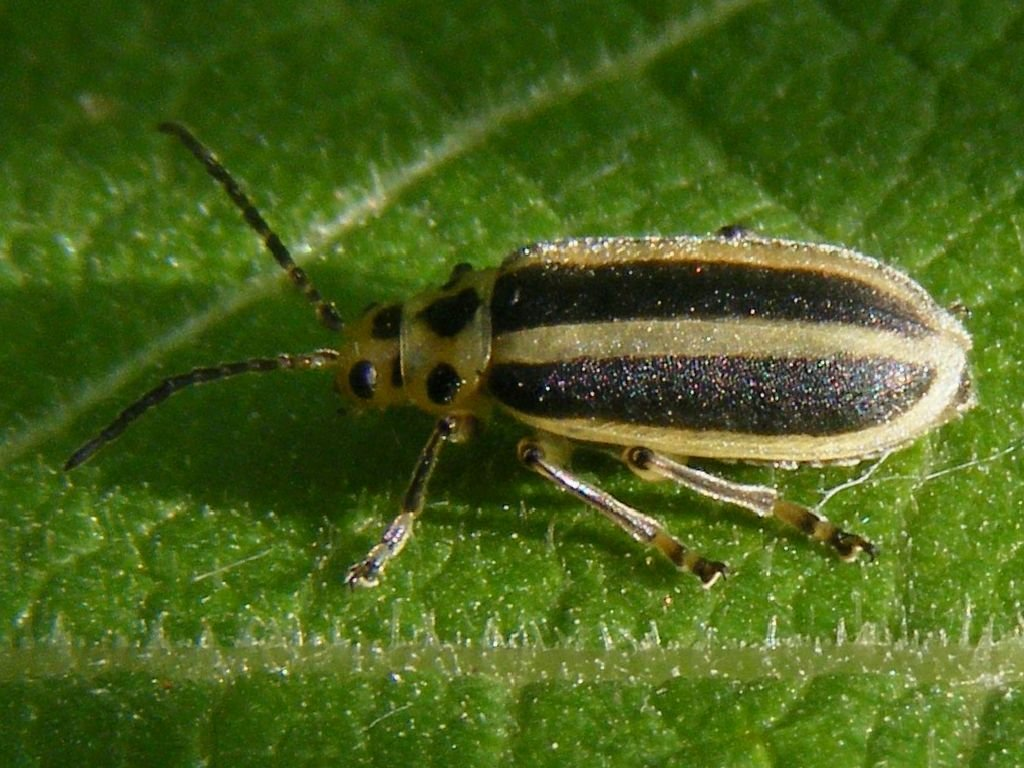
Image 6